# تومی‌یاما، آیچی
تومی‌یاما، آیچی (به لاتین: Tomiyama) یک منطقهٔ مسکونی در ژاپن است که در ناحیه چوبو واقع شده‌است. تومی‌یاما ۲۱۸ نفر جمعیت دارد.